# Петропавловский монастырь (Мценск)
Мужской монастырь в честь апостолов Петра и Павла  в городе Мценске Орловской епархии Русской православной церкви.

## История
Монастырь считается одним из древнейших монастырей на Орловщине. Письменных свидетельств о времени основания монастыря и его первоначальных основателях не сохранилось. Наиболее вероятным временем его основания является начало XVI века, когда Мценск вошёл в состав Московского (Русского) государства. Первоначально носил название «Петровский».

### Старый монастырь
53°16′42″ с. ш. 36°33′37″ в. д.

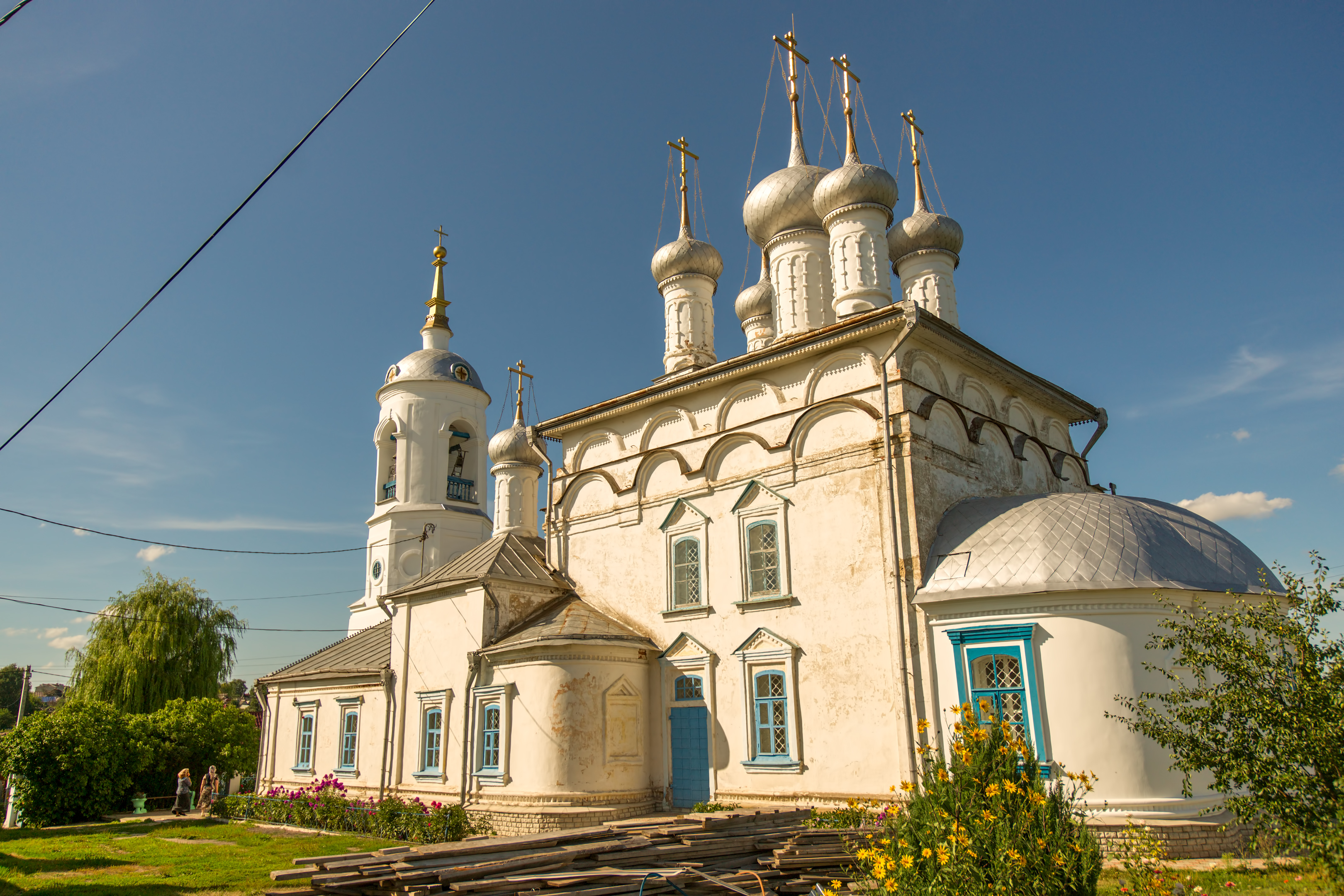
Петропавловская (Введенская) церковь (на месте старого монастыря).
Фото 2020 года

Историк Русской православной церкви епископ Амвросий (Орнатский) (1778—1827) в своём труде «История российской иерархии. Часть 5» писал, что Мценский заштатный мужской Петропавловский или Петровский монастырь до 1694 года находился на левом берегу Зуши внутри города-крепости Мценска в его среднем малом остроге. На этом месте ныне стоит каменная Петропавловская (Введенская) церковь. Эта церковь была главным храмом обители, а затем стала приходской церковью мценской подгородной Стрелецкой слободы. К конце XVII века разросшаяся Стрелецкая слобода стала стеснять монахов и мценские воеводы начали изгонять их из малого острога. В 1694 году монастырь был переведён на новое место, ниже по течению Зуши, на северо-западную окраину города (современный район железнодорожного вокзала), где продолжил своё существование под названием «Петропавловского».
Место, где располагался старый монастырь представляет собой крутой длинный и узкий мыс высотою более 60 метров, омываемый с востока рекой Зушей, с севера и запада ручьём Мецной, который под оконечностью этого мыса впадает в Зушу. Ширина мыса в месте нахождения главного храма (с запада на восток) составляет чуть более 60 метров. Некогда это пустынное место среди дремучих лесов и удалённое от дорог было пригодно для иноческого пребывания и «для душ, спасавшихся здесь от взоров праздного любопытства и соблазнов».
В писцовой книге города Мценска за 1625 год сказано, что в Петровском монастыре были два деревянных клетских храма: церковь Петра и Павла и Введения Пресвятой Богородицы с приделом святого Ильи Пророка, обновлённых на средства первого царя из династии Романовых — Михаила Федоровича. Рядом с церквами стояли кельи, где жили игумен и монахи. В 1670-е годы стольником С. В. Рагозиным в монастыре был построен каменный семиглавый соборный храм Введения Пресвятой Богородицы с тремя престолами: Введения Богородицы, святых Петра и Павла и Пророка Ильи. Тогда же, по-видимому, была разобрана вторая (Петра и Павла) деревянная монастырская церковь. На рубеже XVIII и XIX веков при Введенской церкви была сооружена многоярусная колокольня.

### Новый монастырь
Монастырь был переведён на новое место, пожалованное дворянами Протасовыми, где вокруг него со временем, с трёх сторон, возникла Подмонастырская (Игумнова) слобода, которая отделяла его от города. Поэтому обитель стала числиться уже в Мценском уезде. С четвёртой стороны располагались большой монастырский сад, огороды и примыкающие к монастырю поля с лугом, принадлежащие обители. В то время, когда иноки Петропавловского монастыря переселились на новое место, оно было также удобно для иноческого пребывания, удалено от поселений и народного шума. Почти со всех сторон обитель не имела сообщения с городом и сёлами, особенно для проездов, так как было отделено рекою Зушей и глубоким крутым оврагом.
В 1695 году, при игумене Германе, был заложен и вскоре построен кирпичный собор в честь Покрова Пресвятой Богородицы с приделом Петра и Павла — бесстолпный одноглавый двухсветный четверик с трёхчастным алтарем. К 1764 году, при игумене Моисее, на территории монастыря находились помимо соборного храма деревянная Сретенская церковь над святыми воротами, две настоятельские (с сенями) и семь братский келий, хлебня, житенный амбар, склад и погреб. Вокруг обители была выстроена кирпичная ограда длиной 350 м с двумя башнями и двумя воротами. Во второй половине XVII века монастырь имел четыре крестьянских двора, а к 1744 году за обителью числились 74 крестьянина в Игумновой слободе. В 1722 году она была приписной к Троице-Сергиевому монастырю. До 1764 году монастырь владел четырьмя десятинами земли, где располагались монастырские постройки, берёзовая роща, два огорода и сад. После реформы в 1764 году монастырские земельные владения были изъяты, а монастырь объявлен «заштатным». После 1764 года монастырь возглавляли иеромонахи в должности строителей. Согласно описи монастыря 1788 года, кроме единственного каменного собора в честь Покрова Пресвятой Богородицы с Петропавловским приделом и колокольней, на территории монастыря находились две настоятельские кельи, ветхая деревянная хлебня, три братские кельи и два ветхих амбара. После 1788 года была возведена деревянная церковь в честь иконы Божией Матери «Знамение». В обители в это время проживали не более 10 человек. После 1799 года монастырь оказался на попечении настоятеля орловского Успенского мужского монастыря. 3 января 1820 года сюда были переведены архимандария, штат, степень и движимое имущество из Орловского Успенского мужеского третьеклассного монастыря, который был упразднён, а на его территории разместился архиерейский дом — резиденция епископов Орловской епархии.

Знаменская церковь иконы Божией Матери.
Фото 1905 года

В конце XVIII века помещики Лукины передали обители 56 десятин земли, 46 из которых были пашенными, император Павел I пожертвовал 26,5 десятины земли и мельницу в Севском уезде. Рост доходов в первой половине XIX века позволил приступить к большому строительству. В 1807 году была разобрана старая и в 1812 построена новая каменная трёхъярусная колокольня. На месте разобранной в 1807 году деревянной Знаменской церкви был возведён (1813—1821) одноимённый двухэтажный кирпичный храм в стиле классицизма. В 1848 году церковь перестроили для совершения зимних богослужений с престолом во имя апостолов Петра и Павла. Под храмом, на нижнем этаже, разместились различные церковные службы. Подвергся внутренней перестройке и Покровский собор. В 1812 году придел апостолов Петра и Павла был переосвящён во имя князя Александра Невского. Южный придел во имя апостолов Петра и Павла, пристроенный к церкви, освятили в том же году, но и он в 1852 году был переосвящён в честь иконы Божией Матери «Споручницы грешных». В 1847 году был обновлён старый братский корпус, а в следующем году возведён ещё один, четырёхкелейный. В 1852 году построен настоятельский корпус, на нижнем этаже которого оборудовали малую кухню, просфорню и три братские кельи. Ограда, конюшни, баня и скотный двор были каменные, прочие постройки — деревянные на каменных фундаментах. В 1854—1855 годах южную часть ограды разобрали и вместо неё на небольшом расстоянии построили новую с двумя башнями, крытыми железом. В 1856—1857 годах с восточной стороны также была выстроена каменная ограда с въездными воротами. Скотный двор с избой, конюшня с экипажным помещением первоначально находились внутри обители, но между 1846–м и 1853–м годом их вынесли за ограду и там же был построен сарай для хранения сена.
В самом городе Мценске монастырю принадлежала, стоявшая на Московской дороге, каменная часовня во имя святых Кирика и Иулитты с кельями. Время её строительства не известно (в XVIII веке уже существовавшая). Часовня была обновлена в 1848 году неизвестным благотворителем; покрыта чёрным железом и окрашена, а глава её обита белым английским железом. В 1857—1860 годах на месте часовни была построена кирпичная церковь во имя Всех святых, приписанная к монастырю. В 1887 году были пристроены боковые приделы во имя святых Кирика и Иулитты и во имя преподобного Иоасафа Царевича, а также надстроена колокольня и устроен корпус келий. Церковь закрыли в 1930-х годах, разрушена после войны.
В 1900 году в штате монастыря состояло 46 человек, считая послушников и служителей. Петропавловский монастырь издавна служил усыпальницей мценского дворянства. На монастырской территории были также захоронены многие игумены, строители и архимандриты монастыря. В 1907 году во владении монастыря имелось 376 десятин земли, мельница в Севском уезде, около 10 голов рогатого скота и 10 лошадей. В двух школах при монастыре обучался 151 ученик. В 1923 году Петропавловский монастырь был закрыт. В 1930-е годы началось разрушение монастырского комплекса. Была разобрана большая часть Покровского собора, со Знаменской церкви снято завершение, разрушена колокольня, а сам храм был приспособлен под клуб железнодорожников («Клуб Ильича»). Знаменская церковь утратила колокольню и ротонду над центральным четвериком, но основное помещение сохранилось. В 2004 году храм был передан Орловско-Ливенской епархии. Ныне на территории монастыря сохранились: основной объём Знаменской церкви, алтарные апсиды Покровского собора, два корпуса деревянных келий и фрагменты ограды с воротами.
Амвросий (Орнатский) в «Истории российской иерархии» писал: «Здания в монастыре сём в настоящее время (по состоянию на 1813 год) следующие: церковь каменная соборная во имя св. Апостолов Петра и Павла; церковь каменная над святыми воротами во имя св. Николая; ограда каменная; кельи и прочие службы деревянные». Но церкви святителя Николая над святыми воротами, о которой говорится в разных источниках, и даже придельного храма в его имя нет во Мценском Петропавловском монастыре. «Да и существовал ли подобный храм когда-либо в сей обители, или в древнем монастыре при Введенской церкви бывшим, об этом ничего определённого сказать нельзя».